# پائولو ویتور
پائولو ویتور (انگلیسی: Paulo Vítor؛ زادهٔ ۷ ژوئن ۱۹۵۷) بازیکن فوتبال اهل برزیل بود.
از باشگاه‌هایی که در آن بازی کرده‌است می‌توان به باشگاه فوتبال سان خوزه، باشگاه فوتبال فلومیننزه، و باشگاه فوتبال کوریتیبا اشاره کرد.
وی همچنین در تیم ملی فوتبال برزیل بازی کرده‌است.